# Kevin Gage
Kevin Gage, właściwie Kevin Gaede (ur. 26 maja 1959 w Wisconsin) – amerykański aktor i producent filmowy i telewizyjny, najlepiej znany z roli psychopatycznego złodzieja w filmie kryminalnym Gorączka (The Heat) i jako instruktor United States Navy SEALs w G.I. Jane.

## Życie prywatne
14 grudnia 1985 ożenił się z Kelly Preston. W 1988 rozwiedli się.
30 lipca 2003 został skazany na karę 26 miesięcy więzienia za posiadanie marihuany, począwszy od 29 września 2003. Gage stwierdził, że uprawia marihuanę leczniczą, aby pomóc sobie z chronicznym bólem i stresem z powodu urazów po wypadku samochodowym z 1993, a także dla siostry z rakiem i brata ze stwardnieniem rozsianym. Został zwolniony 17 marca 2006.
26 marca 2006 poślubił Shannon Perris-Knight, z którą miał syna Rydera Jaya (ur. 2007). W 2008 u Perris-Knight zdiagnozowano nieoperacyjnego raka mózgu; zmarła 13 lipca 2014.

## Filmografia

### Filmy fabularne
- 1989: Na przedmieściach (The Burbs) jako policjant
- 1995: Gorączka (The Heat) jako Waingro
- 1997: G.I. Jane jako sierżant Max Pyro
- 1997: Con Air – lot skazańców (Con Air) jako Billy Joe
- 2001: Blow jako Leon Minghella
- 2001: Terrorysta (Ticker) jako Pooch
- 2001: Synowie mafii (Knockaround Guys)  jako Gordon Brucker
- 2002: May jako pan Kennedy, ojciec bohaterki tytułowej
- 2004: Paparazzi jako Kevin Rosner
- 2007: Wielki Stach (Big Stan) jako Bullard
- 2009: Śmierć się śmieje (Amusement) jako Tryton

### Seriale TV
- 1986: Autostrada do nieba (Highway to Heaven) jako chłopak
- 1988: Prawnicy z Miasta Aniołów (L.A. Law) jako Calvin Sholes
- 1995: Renegat (Renegade) jako Richie Pasko
- 1996: Nash Bridges
- 1998: Stan wyjątkowy (Martial Law) jako Dwight Merill
- 1999: V.I.P. jako Frank Newsom
- 2002: Firefly jako Stitch Hessian
- 2003: Tajemnice Smallville (Smallville) jako Pine
- 2006: CSI: Kryminalne zagadki Miami jako Charlie Pelson
- 2013: Banshee jako Lance Mangan
- 2014: Synowie Anarchii (Sons of Anarchy) jako Hench

### Gry wideo
- 2013: Call of Duty: Ghosts jako Gabriel T. Rorke (głos)